# Fabio De Masi
Fabio Valeriano Lanfranco De Masi (Groß-Gerau, 7 de marzo de 1980) es un político ítalo-alemán. Fue miembro del Bundestag de 2017 a 2021 y del Parlamento Europeo del 1 de julio de 2014 al 23 de octubre de 2017. Hasta septiembre de 2022 fue miembro de La Izquierda, parte de La Izquierda-GUE/NGL.
Di Masi ha sido durante mucho tiempo un compañero de la figura política Sahra Wagenknecht. Fundó el movimiento Aufstehen («Levantarse») junto con Wagenknecht en 2018.
Se unió al partido Alianza Sahra Wagenknecht-Por la Razón y la Justicia (BSW) el 8 de enero de 2024, y fue su cabeza de lista en las Elecciones al Parlamento Europeo de 2024.